# 座間警察署

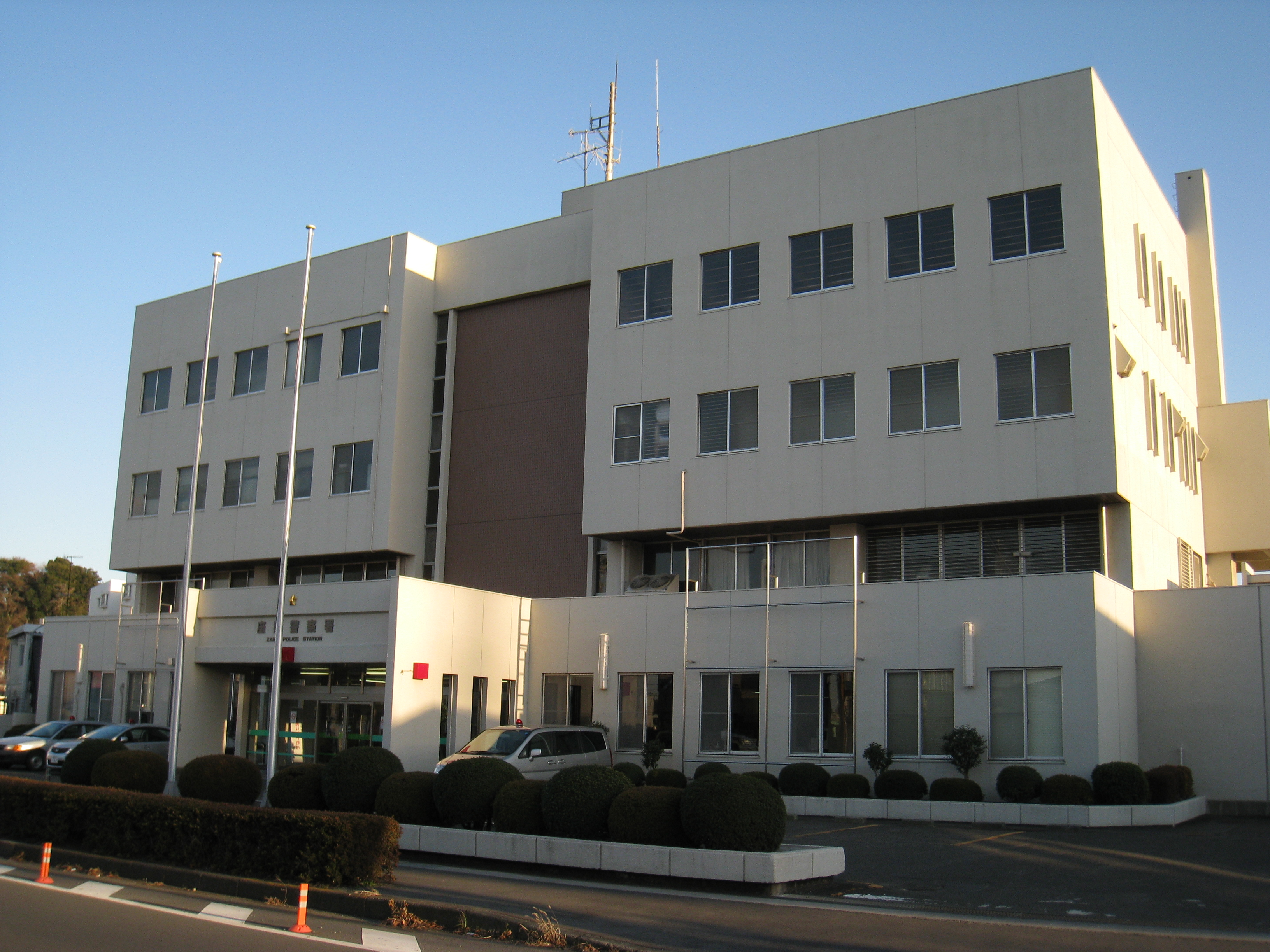
座間警察署

座間警察署（ざまけいさつしょ）は、神奈川県警察が管轄する警察署の一つである。
相模方面本部隷下、第五方面に属する中規模警察署であり、署長の階級は警視。識別章所属表示はGI。人口およそ13万人の神奈川県座間市全域の治安を担っている。
管内に米陸軍キャンプ座間を抱えていることから、署員には語学堪能者が配置されるほか、周辺では機動隊員が常駐警備を行っている。

## 所在地
- 神奈川県座間市入谷西五丁目50番23号
  - 最寄駅：小田急小田原線　座間駅、JR相模線　入谷駅

## 管轄区域
- 座間市
  - 管轄面積：17.58km2

## 沿革
- 1948年（昭和23年）10月　警察法の公布に伴い、自治体警察として座間町警察が発足し、座間町警察署を開設。
- 1951年（昭和26年）10月1日　座間町警察署が廃止され、国家地方警察高座地区警察署座間警部派出所を設置。
- 1954年（昭和29年）7月1日　警察法の改正に伴い、国家地方警察高座地区警察署を神奈川県大和警察署に改称し、大和警察署座間警部派出所となる。
- 1976年（昭和51年）11月15日　大和警察署の管轄区域を分割し、座間警察署を開設。
- 2001年（平成13年）5月1日　管轄区域のうち、海老名市全域を新設された海老名警察署に移管。

## 組織
- 署長（警視）
- 副署長（警視）
- 警務課 - 警務係、住民相談係、管理係
- 会計課 - 会計係
- 生活安全課 - 防犯少年係、経済保安係
- 地域課（警ら用無線自動車3台、小型警ら車2台） - 地域企画係、地域第一係、地域第二係、地域第三係
- 刑事課 - 刑事総務係、強行犯係、知能犯係、盗犯係、鑑識係、暴力国際犯係、薬物銃器対策係
- 交通課 - 交通総務係、交通捜査係、交通指導係
- 警備課 - 公安係、外事係

　（7課体制）
※「神奈川県警察の組織に関する規則（昭和44年神奈川県公安委員会規則第2号）」を参考にした。

## 交番
- 座間駅前交番　　　座間市入谷5-1679-1
- 相武台前交番　　　座間市相武台1-33-8
- 相模が丘交番　　　座間市広野台1-43-1
- 栗原交番　　　　　座間市栗原中央4-11-1
- ひばりが丘交番　　座間市ひばりが丘5-59-14

## 自動車ナンバー自動読取装置（Nシステム）
- 座間市立野台1丁目（県道42号）
- 座間市座間（県道42号）
- 座間市四ツ谷（県道51号）